# 범한퓨얼셀
범한퓨얼셀은 범한산업으로부터 2019년 12월 31일에 물적분할되어 설립된 연료전지 기업으로, 수소충전소, 잠수함용 연료전지, 건물용 연료전지 등을 생산한다.

## 역사
2014년, 세계에서 두 번째로 잠수함용 연료전지 모듈 제품 상용화에 성공하였다. 2019년, 범한산업의 수소연료전지 사업부가 물적 분할되어 범한퓨얼셀이 설립되었다.
2024년 10월, 방위사업청 산하 국방기술진흥연구소의 '수출형 잠수함용 연료전지모듈 개조개발' 국책 과제에 주관기관으로 선정되었다. 동년 말, 84억원 규모의 인천공항 제2여객터미널 주차장 액화수소충전소 사업자로 선정되었다.

## 제품
잠수함용 및 건물용 수소연료전지 제조와 수소 충전소 구축 사업을 전개해 나가고 있다.
잠수함용 연료전지 모듈은 2021년부터 실전 투입된 도산안창호함 등 장보고 Ⅲ급 잠수함에 탑재되었다.

## 같이 보기
- 범한산업
- 수소충전소